# Nicolas Monod
Pour les articles homonymes, voir Monod.
Nicolas Monod est un mathématicien suisse, professeur à l'École polytechnique fédérale de Lausanne (EPFL).

## Formation
Il est né à Montreux, en Suisse . Il a obtenu son doctorat de l'ETH Zurich en 2001 avec une thèse "Continuous Bounded Cohomology of Locally Compact Groups" rédigée sous la direction de Marc Burger.

## Travaux
Nicolas Monod est connu pour ses travaux sur la cohomologie bornée, la théorie ergodique, la géométrie (espaces CAT(0)), les groupes localement compacts et la moyennabilité.
Il est co-rédacteur en chef de L'Enseignement Mathématique, de Groups, Geometry, and Dynamics, du Journal of Topology and Analysis et de Commentarii Mathematici Helvetici.

## Prix et distinctions
Monod est membre de l'American Mathematical Society. Il est lauréat de la Conférence Gauss en 2016, avec une conférence sur le paradoxe de Banach-Tarski,. Il a également reçu le prix Berwick en 2015 avec Pierre-Emmanuel Caprace pour leurs travaux sur les groupes d'isométrie de CAT(0),, et a été conférencier invité au Congrès international des mathématiciens en 2006 à Madrid, avec une conférence intitulée « An invitation to bounded cohomology ». Il était l'un des plus jeunes lauréats du prix Advanced Investigator de l'histoire du Conseil européen de la recherche.
Monod a été président de la Société mathématique suisse de 2014 à 2015 et est directeur du Centre Bernoulli à l'EPFL.

## Publications
- Continuous bounded cohomology of locally compact groups, Lecture Notes in Mathematics 1758, Springer 2001
- avec Burger: Continuous bounded cohomology and applications to rigidity theory, GAFA, vol 12, 2002, p. 219–280
- Superrigidity for irreducible lattices and geometric splitting, Journal of the American Mathematical Society, vol 19, 2006, p. 781–814, Arxiv
- avec Yehuda Shalom: Orbit equivalence rigidity and bounded cohomology, Annals of Mathematics, vol 164, 2006, p. 825–878, Arxiv
- avec U. Bader, A. Furman, T. Gelander: Property (T) and rigidity for actions on Banach spaces, Acta Mathematica, vol 198, 2007, p. 57–105, Arxiv
- avec Alex Furman: Product group actions on manifolds, Duke Mathematical Journal, vol 148, 2009, p. 1–39, Arxiv
- avec Pierre-Emmanuel Caprace: Isometry groups of non-positively curved spaces, part 1, Structure theory, part 2, Discrete subgroups, Journal of Topology, vol 2, 2009, p. 661–700, 701–746, Arxiv, Arxiv, part 2
- avec Naturtaka Ozawa: The Dixmier problem, lamplighters and Burnside groups, Journal of Functional Analysis, vol 258, 2010, p. 255–259, Arxiv
- On the bounded cohomology of semi-simple groups, S-arithmetic groups and products, Journal für Reine und Angewandte Mathematik, vol 640, 2010, p. 167–202, Arxiv
- avec Michelle Bucher: The norm of the Euler class, Mathematische Annalen, vol 353, 2012, p. 523–544, Arxiv
- avec U. Bader, T. Gelander: A fixed point theorem for {\displaystyle L^{1}} spaces, Inventiones Mathematicae, vol 189, 2012, p. 143–148, Arxiv
- avec Kate Juschenko: Cantor systems, piecewise translations and simple amenable groups, Annals of Mathematics, vol 178, Nr. 2, 2013
- Groups of piecewise projective homeomorphisms, Proc. Nat. Acad. Sci., vol 110, 2013, p. 4527–4527.